# Joan Basset
El frare Johan Basset (modernitzat com Fra Joan Basset) va ser un autor català de vint versos i una prosa, el Letovari. La seva obra es conserva en el Cançoner Vega-Aguiló (1420–30).

## Llista de poemes
- Ab fin voler vos am, senyora bella (o belha)
- Ab letres d'aur per mesura
- Amor servir honran, presan e tembre
- Amors, de suspirs
- Aspres dolors, penetrant, me destenta
- Astres no us fuig pus tan sabers se planta
- Be·ls (or Belha) mil(s) sospirs vos fau tot jorn de renda
- Creure podets, senyora valarosa
- Dir me cove, se be·m tench l'engeny flach
- Dompna valen de lial valor, tembre (o Dompna valén de tal valor tembre)
- En miey del cor porti VII colps mortals
- Garaus amichs
- Lausan vostra saviesa
- Mayres de Dieu, valerosa princesa
- No desir tant del mon la senyoria
- Per gran rayso, cruel dona malvada
- Princessa proz, valens, d'auta semença
- Pus avets bondat despesa
- Senyora valen
- Terribles crits, agres, provocatoris
- Una canço novelha vulh xantar
- Us arbres sechs, verts, say, fulhats e fulhes
- Us drachs fiblans va pel mon trop correns
- Yeu vos requir, Na ladria malvada